# Labeo boga
Labeo boga is een  straalvinnige vissensoort uit de familie van de eigenlijke karpers (Cyprinidae). De wetenschappelijke naam van de soort is voor het eerst geldig gepubliceerd in 1822 door Francis Buchanan-Hamilton.
De soort staat op de Rode Lijst van de IUCN als niet bedreigd, beoordelingsjaar 2010.